# Береза, Галина Сергеевна
Галина Сергеевна Береза (11 февраля 1939 год, село Юзефин, Польша) — советский партийный деятель, звеньевая колхоза имени Леси Украинки Луцкого района Волынской области. Герой Социалистического Труда (1971). Депутат Верховного Совета УССР 10 — 11 созывов. Член ЦК КПУ (1986—1990). Заслуженный работник сельского хозяйства УССР (1989).

## Биография
Родилась 11 февраля 1939 года в крестьянской семье в селе Юзефин, Польша (сегодня — село Городок Луцкого района Волынской области). В 1954 году окончила восьмилетнюю школу в селе Одерадовка. В 1954 году вступила в колхоз имени Щорса Сенкевичевского района Волынской области. С 1958 по 1964 год заведовала детскими яслями в колхозе имени Леси Украинки Луцкого района. С 1964 года по 1992 год — звеньевая механизированного звена по выращиванию сахарной свеклы колхоза имени Чапаева (позднее — имени Дзержинского) в селе Корша Луцкого района. В 1973 году вступила в КПСС.
С 1966 по 1969 год обучалась в вечерней школе сельской молодёжи Луцкого района, где получила среднее образование и с 1969 по 1972 год — в Гороховском совхозе-техникуме Волынской области, где получила специальность агронома.
В 1971 году была удостоена звания Героя Социалистического Труда. В 1988 году была членом Избирательной комиссии народных депутатов Советского Союза.
С 1992 по 1994 год — председатель Коршовского сельского совета. В 1994 году вышла на пенсию.

## Награды
- Герой Социалистического Труда — указом Президиума Верховного Совета СССР от 8 апреля 1971 года
- Орден Ленина
- Орден Октябрьской Революции (1973)
- Почётный гражданин Луцкого района (2004)